# Menorrhagie
Menorrhagie ist eine verlängerte und verstärkte Monatsblutung bei regelmäßigem Menstruationszyklus. Bei einer Menorrhagie dauert eine Monatsblutung sieben bis zehn Tage. Sie wird abgegrenzt von der Dauerblutung, als die man eine Blutung über einen Zeitraum von zehn Tagen bezeichnet. Häufig tritt die Menorrhagie mit einer Hypermenorrhoe auf. Als Ursachen kommen zum Beispiel hormonelle oder entzündliche Prozesse sowie Tumoren in Betracht. Mögliche Folge ist eine Anämie. Zur Abklärung gehören eine Ultraschalluntersuchung der Gebärmutterhöhle, die Zelluntersuchung der Portio und der Ausschluss einer Entzündung. Je nach Befund stehen unter anderem eine hormonelle Therapie oder operative Verfahren zur Verfügung.

## Ursachen
Eine Menorrhagie kann verschiedene Ursachen haben. Nach Expertenschätzungen leiden ca. 20 % aller Frauen zwischen 30 und 50 Jahren unter Blutungsstörungen.
Zu starke Blutungen ohne vorliegende, krankhafte Gewebeveränderung in der Gebärmutter werden auch als dysfunktionelle uterine Blutungen (DUB) bezeichnet, während abnorme uterine Blutungen (AUB) die Blutungen bezeichnen, die durch gutartige Gewebeveränderungen wie z. B. Myome und Polypen oder auch durch bösartige Gewebeveränderungen verursacht werden.
Diagnostiziert wird die Ursache für die jeweilige Blutungsstörung durch Anamnese, gynäkologische Untersuchung und Ultraschall. Zusätzlich erforderlich sind eine Gebärmutterspiegelung (Hysteroskopie) und eine Gewebeentnahme (Abrasio) zur genauen Abklärung der Blutungsursache.

### Bösartige Gewebeveränderungen
Anhand der entnommenen Gewebeprobe lassen sich Vorstufen oder bereits bösartig verändertes Gewebe im Uterus erkennen, die dann eine weitere Therapie durch einen Krebsspezialisten (Onkologen) erfordern.

### Gutartige Gewebeveränderungen
Sind Gewebeveränderungen im Uterus, die operativ entfernt werden können, wenn sie Symptome verursachen (z. B. Schmerzen, Blutungen, Unfruchtbarkeit). Gutartige Gewebeveränderungen werden unterschieden in:
- Polypen (Ausstülpungen der Gebärmutterschleimhaut)
- Myome (gutartige Tumore des Muskelgewebes)

Basierend auf der erfolgten Abklärung von Art, Anzahl, Größe und Lage der gutartigen Veränderung in der Gebärmutterhöhle kann dann über die jeweils geeignete Therapie entschieden werden.

### Hormonelle Störung
Sie entsteht, wenn der Körper Östrogen und Progesteron nicht in einem ausbalancierten Verhältnis produziert. Dies passiert häufig im Zeitraum vor Beginn der Wechseljahre (prä-menopausal) insbesondere bei begleitenden Erkrankungen wie Diabetes mellitus oder Adipositas. Die Gebärmutter an sich zeigt hier keine krankhaften Veränderungen.
Mögliche, wenn auch seltener vorkommende Ursachen, können auch chronische Entzündungen und Nebenwirkungen von Medikamenten bei Blutgerinnungsstörungen sein.

## Therapie
Durch die vorausgegangene Untersuchung wird die zugrunde liegende Ursache (bösartige, gutartige Veränderung), die Größe der Gebärmutter sowie Größe, Lage und Anzahl der Veränderungen eindeutig bestimmt. Dies ist die Voraussetzung für eine erfolgversprechende Therapie.
Mit Kenntnis von Anzahl, Größe und Lage der Gewebeveränderungen bzw. dem Fehlen jedweder Gewebeveränderung kommen dann folgende Therapien in Frage.
Grundsätzlich müssen folgende Faktoren geklärt sein und bei der Therapieentscheidung berücksichtigt werden:
- Alter der Patientin
- Kinderwunsch bzw. potentieller Kinderwunsch

### Therapie abnormer, gutartiger uteriner Blutungen
- die Polypbehandlung
- die Myombehandlung

### Therapie dysfunktioneller, uteriner Blutungen
- die hormonelle Behandlung
- die medikamentöse Behandlung mit blutstillenden Medikamenten
- die Endometriumablation

### Bei Versagen der konservativen und minimal-invasiven Methoden sowie bei bösartigen Veränderungen
- die Hysterektomie